# Wasilij Stasow

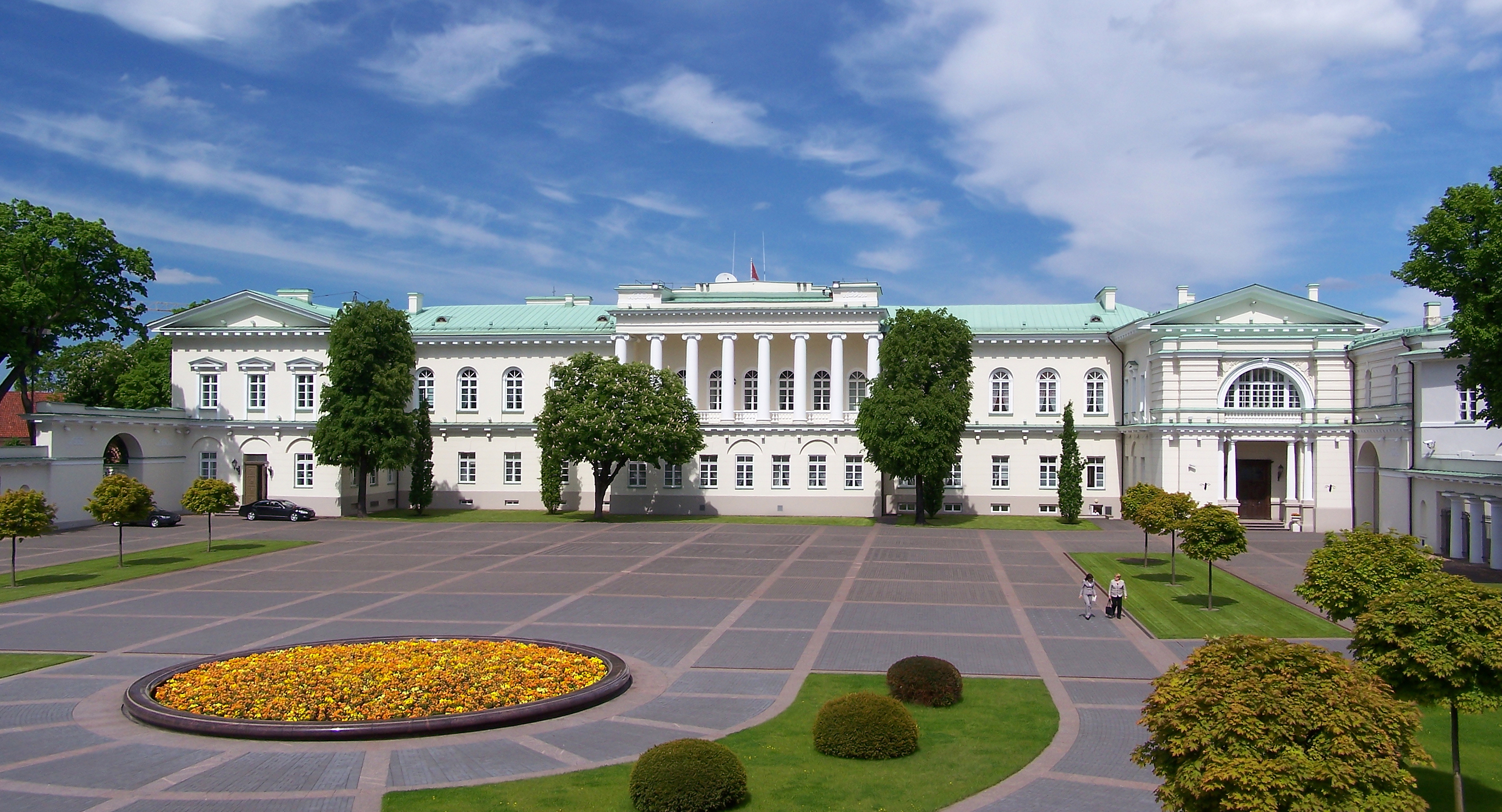
Pałac Prezydencki w Wilnie

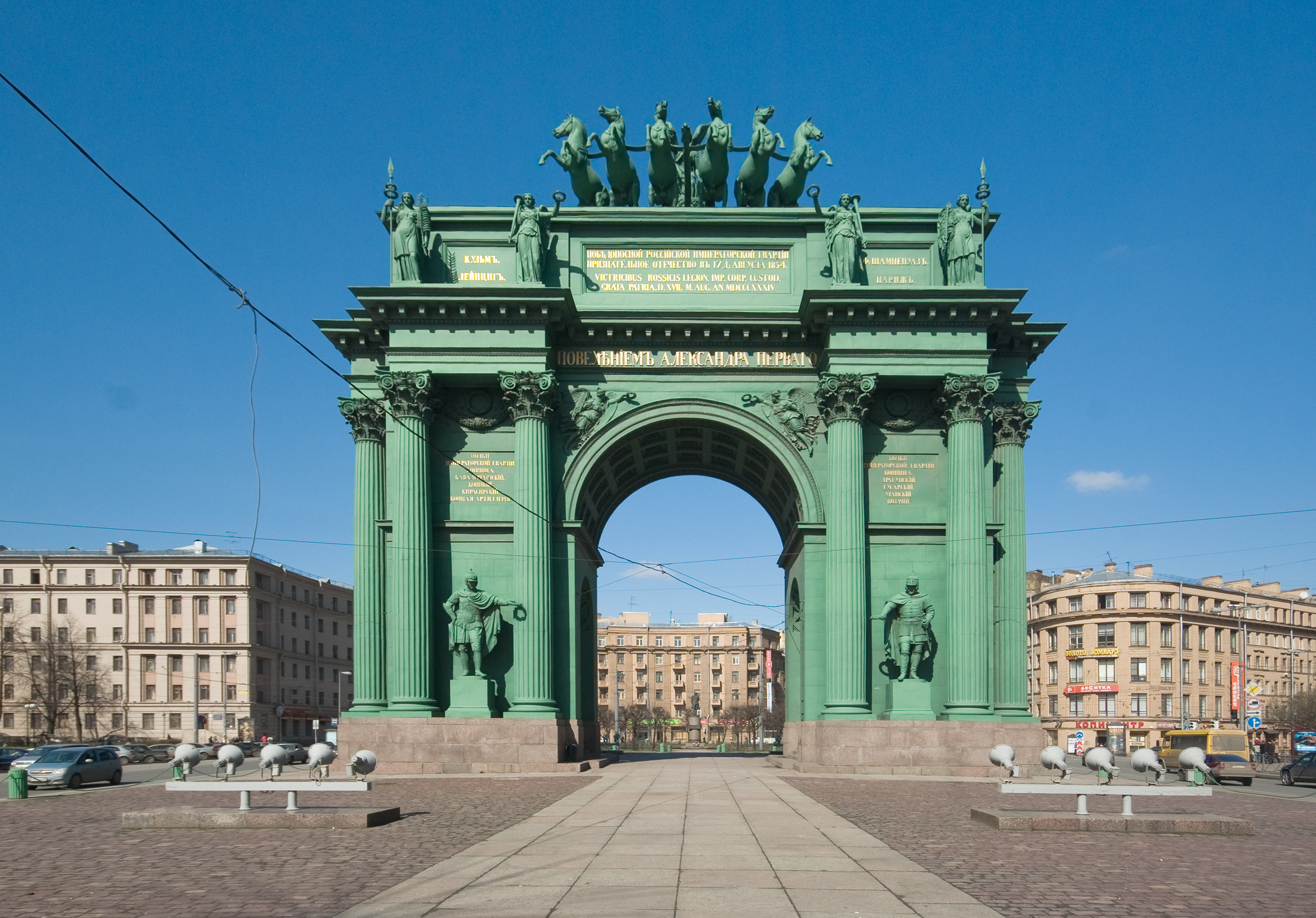
Narewski Łuk Triumfalny w Sankt Petersburgu

Wasilij Pietrowicz Stasow (ros. Васи́лий Петро́вич Ста́сов, ur. 24 lipca?/4 sierpnia 1769 w Moskwie, zm. 24 sierpnia?/5 września 1848 w Petersburgu) – rosyjski architekt, przedstawiciel klasycyzmu.
Stasow architekturę studiował na Uniwersytecie Moskiewskim, a od roku 1802 przez sześć lat podróżował i uczył się m.in.: we Francji, Anglii i we Włoszech, gdzie został profesorem na Akademii Świętego Łukasza w Rzymie. Od 1808 roku, uważany był już za jednego najważniejszych architektów w Petersburgu, w 1811 roku został mianowany członkiem Cesarskiej Akademii Sztuk Pięknych. Jego ostatnim dziełem były znaczne ilości dekoracji sal w Pałacu Zimowym po katastrofalnym pożarze 1837 roku. Architekt miał dwóch synów: krytyka sztuki Władimira i adwokata Dimitrija.

## Główne dzieła
- Sobór Świętej Trójcy w Sankt Petersburgu.
- Sobór Przemienienia Pańskiego w Sankt Petersburgu
- Cerkiew św. Aleksandra Newskiego w Poczdamie.
- Sobór św. Mikołaja w Omsku.
- Pałac Prezydencki w Wilnie (jako gubernatorski)
- Moskiewski Łuk Triumfalny w Sankt Petersburgu.
- Druga Cerkiew Dziesięcinna w Kijowie.
- Narewski Łuk Triumfalny w Sankt Petersburgu.